# L’Église-aux-Bois
L’Église-aux-Bois település Franciaországban, Corrèze megyében. Lakosainak száma 51 fő (2022. január 1.). L’Église-aux-Bois Chamberet, Lacelle, Eymoutiers, Nedde és Rempnat községekkel határos.

## Népesség
A település népességének változása:
| Lakosok száma | 139  | 75   | 59   | 39   | 60   | 57   | 55   | 54   | 53   | 51   |
|               | 1968 | 1982 | 1990 | 2006 | 2013 | 2015 | 2017 | 2019 | 2020 | 2022 |